# Ocker Repelaer van Driel

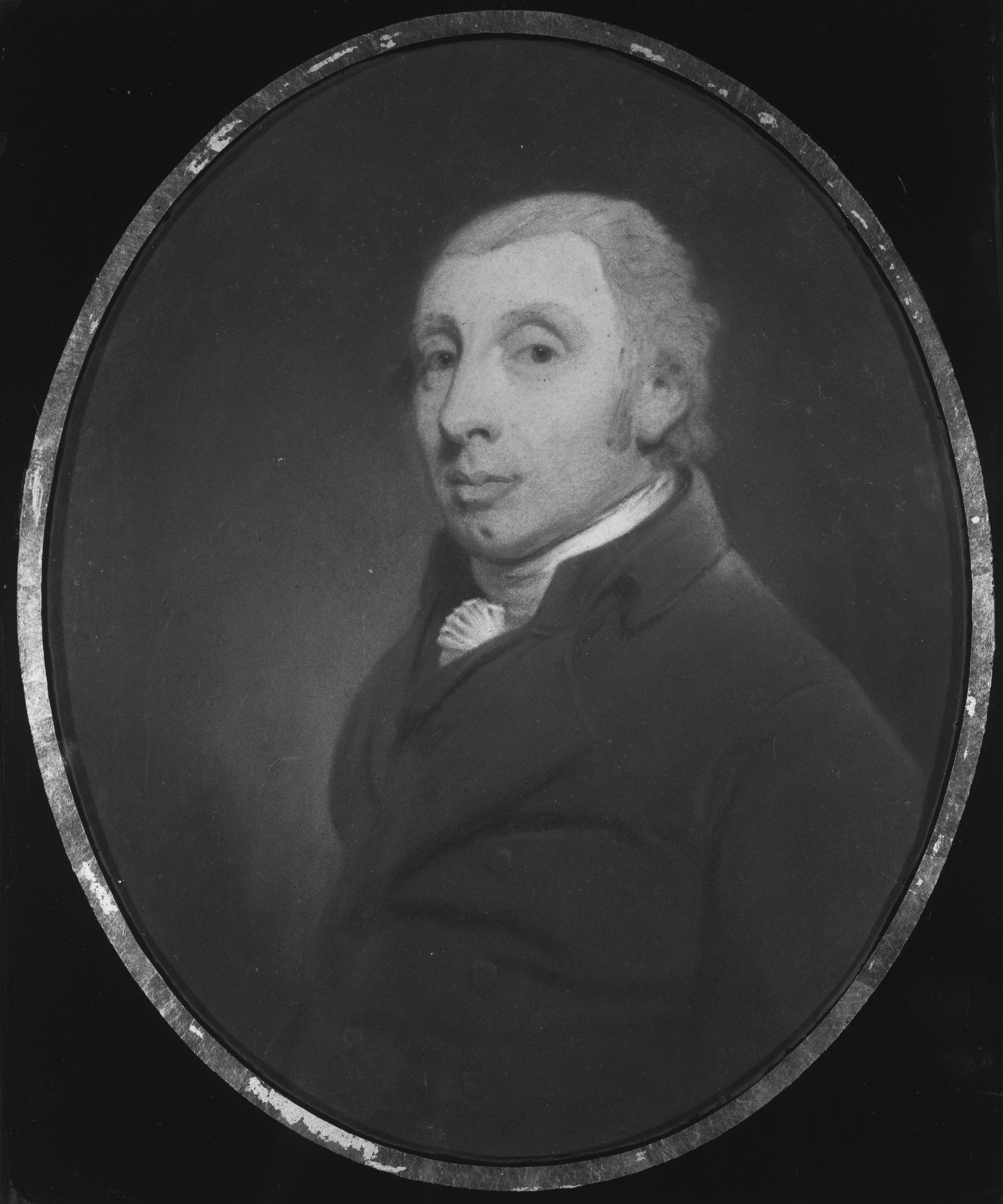
Ocker Repelaer van Driel

Jhr. Ocker Repelaer van Driel (Dordrecht, 17 oktober 1759 – 's-Gravenhage, 26 oktober 1832) was een Dordtse orangistische regent die onder Lodewijk Napoleon en Willem I regeringsposten bekleedde. 
Repelaer, lid van de familie Repelaer, was een zoon van mr. Hugo Repelaer (niet van Driel) (1730-1804), onder andere burgemeester van Dordrecht en drossaard van Liesveld, en Susanna Catharina Gevaerts (1738-1766). Hij was een broer van de politicus Johan Repelaer van Molenaarsgraaf. Hij trad in 1787 toe tot de vroedschap, en verloor deze positie bij de Bataafse omwenteling van 1795.
Vlak hiervoor was hij in januari 1795 buitengewoon gezant in Parijs geweest belast met de onderhandelingen met de Fransen (samen met Gerard Brantsen).
Nog datzelfde jaar werd hij gearresteerd op beschuldiging van landverraad, omdat hij was betrapt op correspondentie met de uitgeweken stadhouder. Het aanvankelijk uitgesproken doodvonnis werd uiteindelijk omgezet in gevangenisstraf, en na zes jaar kwam hij op vrije voeten. Vanaf 1803 bekleedde hij weer openbare functies, maar tijdens de inlijving bij Frankrijk was hij ambteloos.
Van december 1813 tot maart 1814 was hij lid van de commissie die een nieuwe Grondwet moest ontwerpen. Als minister van onderwijs wist hij diverse verbeteringen door te voeren. Op 25 maart 1818 werd hij benoemd tot  Minister van Staat. In 1819 was hij gedurende een half jaar minister van Waterstaat a.i.
Van 1823 tot aan de Belgische onafhankelijkheid in 1830 was Repelaer van Driel de eerste gouverneur van de Algemeene Nederlandsche Maatschappij ter Begunstiging van de Volksvlijt.
- Biografisch Portaal: 24201913
- Digitale Bibliotheek voor de Nederlandse Letteren: repe002
- International Standard Name Identifier: 0000 0003 9676 8630
- Nederlandse Thesaurus van Auteursnamen: 071083863
- Parlement.com: vg09llsxlfq9
- Système universitaire de documentation: 224733141
- Virtual International Authority File: 291765391
- WorldCat: E39PBJrCgG37GbrQW7DKdtPmh3